# Kriminalsoziologie
Die Kriminalsoziologie ist mit der Kriminalität als gesellschaftlicher Erscheinung befasst. Die Kriminalsoziologie gilt in Deutschland überwiegend als ein Teilbereich der Soziologie und eine Bezugswissenschaft der Kriminologie. Im Selbstverständnis vieler angloamerikanischer Kriminologen und der deutschen Kritischen Kriminologie ist Kriminalsoziologie hingegen häufig identisch mit Kriminologie. Abhängig vom zugrundegelegten Kriminalitätsbegriff ist die Kriminalsoziologie entweder eine Untermenge der Soziologie des abweichenden Verhaltens (Devianzsoziologie) oder ist mit dieser identisch.
Bis auf die Grundlegung durch den Belgier Adolphe Quetelet, den Franzosen Émile Durkheim sowie einige frühe Ansätze des deutsch-österreichischen Kriminologen Franz Exner stammen die kriminalsoziologischen Impulse ganz überwiegend aus den USA.

## Abgrenzung zur Kriminologie und zur Devianzsoziologie
Die Kriminalsoziologie beschäftigt sich mit den sozialen Bedingungen von Kriminalität und den gesellschaftlichen Reaktionen auf sie. Begreift man die Kriminalsoziologie als ein Teilgebiet der Soziologie, wird diese im deutschen Sprachraum überwiegend (eine Ausnahme bilden die Kritische Kriminologie sowie Institutionen wie das 2016 geschlossene Institut für Kriminologische Sozialforschung in Hamburg) bereits institutionell von der Kriminologie unterschieden, eine Besonderheit, die in angloamerikanischen Ländern so nicht existiert. Dort ist Kriminologie ein sozialwissenschaftlich dominiertes Fach und wird von Sozialwissenschaftlern verschiedener Fachgebiete betrieben. In Deutschland gehört die Kriminologie bis auf die oben genannten Ausnahmen institutionell überwiegend zu den Rechtswissenschaften.
Die scheinbar so klare Dichotomie zwischen einer "rechtswissenschaftlich" dominierten Kriminologie hier und einer "sozialwissenschaftlich" dominierten Kriminologie dort, ist bei näherer Betrachtung jedoch wesentlich diffuser. Die überwiegende institutionelle Verankerung der Kriminologie an den juristischen Fakultäten hindert ihre Vertreter nämlich keineswegs daran, die Kriminologie als eine nichtjuristische Disziplin sowie – häufig – als eine empirische Sozialwissenschaft zu verstehen. Auch die Juristen-Kriminologen Karl-Ludwig Kunz und Tobias Singelnstein sprechen von der Kriminologie als einer fortgeschrittenen Sozialwissenschaft. Allerdings wird seitens juristisch verankerter Kriminologen verbreitet die Ansicht vertreten, es handele sich bei der (Kriminal)-Soziologie lediglich um eine von mehreren der Bezugswissenschaften der Kriminologie, zu denen darüber hinaus auch die Kriminalpsychologie und die Kriminalbiologie gehören würden. Als eine von mehreren Bezugswissenschaften spielt die Kriminalsoziologie selbstverständlich jedoch auch für Juristen-Kriminologen eine Rolle. Ebenso wird umgekehrt auch von sozialwissenschaftlich institutionalisierten angelsächsischen Kriminologen vorgebracht, dass die Kriminologie durchaus durch verschiedene Disziplinen konstituiert werde, nämlich neben der Soziologie auch durch Geschichtswissenschaft, Psychologie, Rechtswissenschaft und Statistik. Die Multidisziplinarität der Kriminologie wird auch dort häufig anerkannt.
Es wird zudem vorgebracht, dass die Kriminalsoziologie nicht identisch mit der Devianzsoziologie bzw. der Soziologie Abweichenden Verhaltens sei. Die genannten speziellen Soziologien seien auch mit nichtkonformen Verhalten befasst, das nicht zwangsläufig einer Straftat entspreche. Die Kriminalsoziologie beschränke sich hingegen auf – so die Einschätzung Nicole Bögeleins und Daniel Wolters – juristisch als solche definierte Kriminalität (Delinquenz). Andererseits wird die Kriminologie auch von „Juristen-Kriminologen“ teilweise als eine interdisziplinäre Sozialwissenschaft mit dezidiert nicht-juristischem Ansatz definiert, deren Forschungsgegenstand darüber hinaus gerade nicht der juristische, sondern vielmehr ein „soziologischer“, vom Kriminaljustizsystem unabhängiger Verbrechensbegriffs sei.

## Grundlegung durch Quetelet und Durkheim

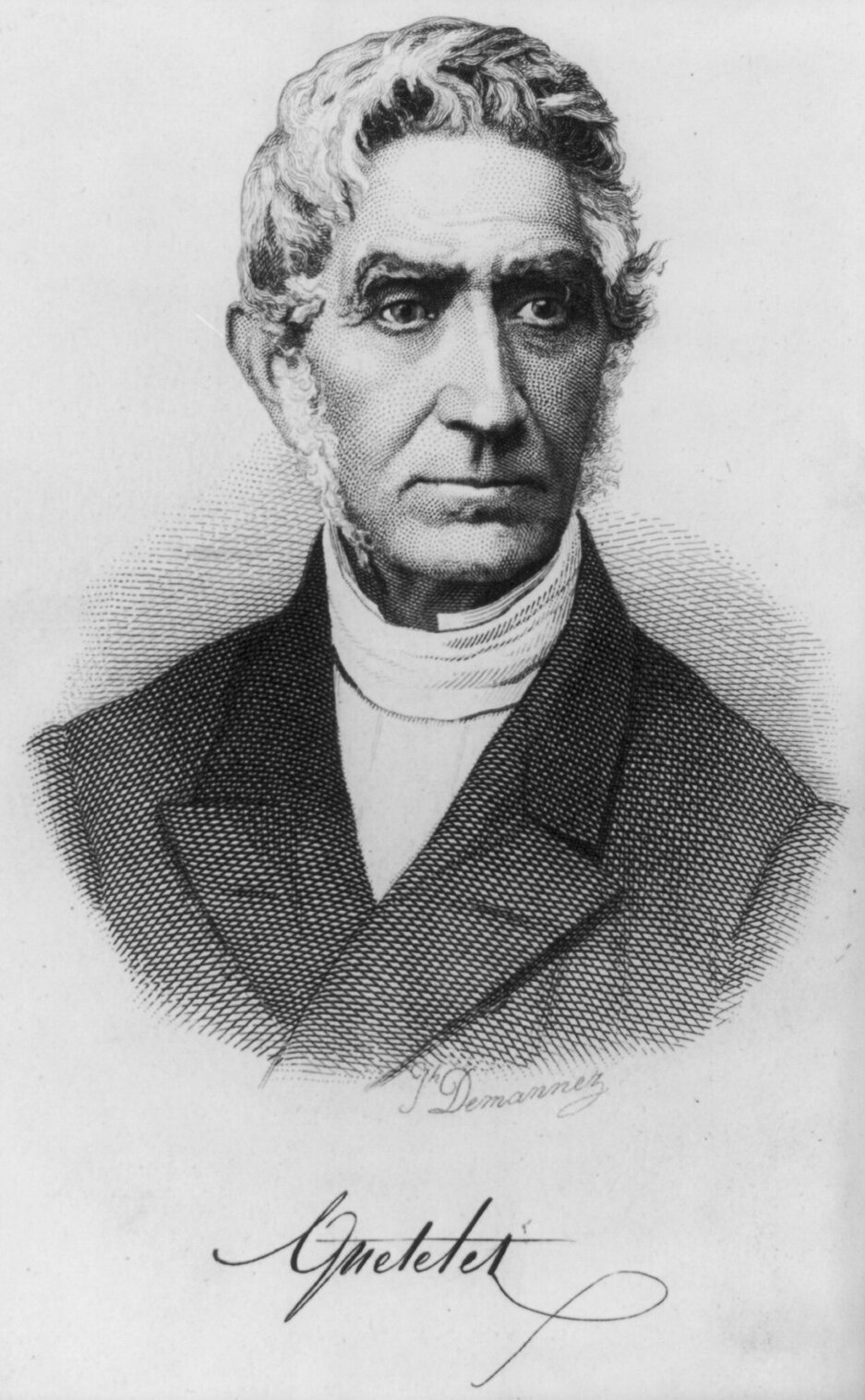
Adolphe Quetelet

Bereits die Klassiker soziologischen Denkens beschäftigten sich mit dem Problem der Kriminalität. Im Zusammenhang der „socialen Frage“ wurde das Verbrechen in verschiedenen Varianten mit Armut, Verstädterung, Entwurzelung und Proletarisierung in Verbindung gebracht. Dafür steht besonders Friedrich Engels mit seiner Schrift Die Lage der arbeitenden Klasse in England. Karl Marx betrieb mit seiner Arbeit zum Gesetz über den Holzdiebstahl „Normgeneseforschung“ und deutete damit einen zentralen Gedanken der späteren Kriminalsoziologie an. Ferdinand Tönnies legte mehrere Untersuchungen zum Thema vor, wie zum Beispiel „Das Verbrechen als sociale Erscheinung“.
Die wichtigsten Impulse für die spätere Kriminalsoziologie entstammten der Moralstatistik Adolphe Quetelets und der Soziologie Émile Durkheims.
Quetelet begründete die Kriminalstatistik als Teilbereich der Moralstatistik und steht damit am Anfang einer empirisch fundierten kriminalsoziologischen Forschung. Er ging davon aus, dass Kriminalität und soziale Bedingungen in spezifischer Weise zusammenhängen. In der von ihm so benannten „mécanique sociale“  die Ursachen der sozialen Erscheinungen mit statistischen Methoden zu erforschen. Dabei stützte er sich auf das von Pierre-Simon Laplace in Anschluss an Kant formulierte Kausalitätsgesetz und die ebenfalls von Laplace weiterentwickelte Wahrscheinlichkeitsrechnung. Damit gelang es Quetelet, Regelhaftigkeiten in der empirischen Verteilung von Kriminalität zu ermitteln. Er erkannte, dass das jährliche Kriminalitätsaufkommen bei den wichtigsten Deliktarten konstant war. Daraufhin formulierte er 1869 seine These vom „Verbrechensbudget“: Es gebe ein Budget von erschreckender Regelmäßigkeit. Es sei das Budget der Gefängnisse, der Galeeren und des Schafotts. Es lasse sich vorhersehen, was im jeweils nächsten Jahr zu erwarten sei.
Eine der wichtigsten Beobachtungen Quetelets ist, dass der Gipfel der Alterskurve der Kriminalität sich zwischen dem 20. und 25. Lebensjahr befindet, vorher steigt sie rasant an, danach fällt sie langsam und gleichmäßig ab. Im Hinblick auf die Geschlechtsverteilung ermittelte er, dass das Kriminalitätsaufkommen der Frauen nur ein Viertel des Kriminalitätsaufkommens der
Männer ausmacht. Weiterhin sah er Zusammenhänge zwischen Jahreszeiten, Regionen und dem Kriminalitätsaufkommen: Während sich in nördlichen Regionen und auch in der kalten Jahreszeit Eigentumsdelikte häufen, kommen in südlichen Regionen und auch in der warmen Jahreszeit Gewaltverbrechen öfter vor. Auf Basis seiner statistischen Berechnungen wandte Quetelet das Konzept des Mittelwerts an. Die Wahrscheinlichkeit, mit der in bestimmten Bevölkerungsgruppen kriminelle Handlungen ausgeführt werden, stellte er über eine einzige Maßzahl, den „penchant au crime“, dar. Das führte zu häufigen Missverständnissen, weil die Maßzahl als diagnostische Größe missverstanden wurde, tatsächlich aber eine reine Wahrscheinlichkeitsziffer war.

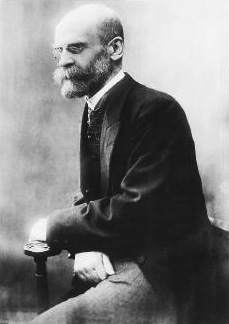
Émile Durkheim

Quetelet betonte, dass Kriminalität nicht durch Armut verursacht werde. Vielmehr meinte er: „Der Mensch wird nicht dadurch zum Verbrechen getrieben, dass er wenig besitzt, sondern viel häufiger dadurch, dass er sich unvermittelt vom Wohlstand ins Elend versetzt sieht und nun nicht mehr alle Bedürfnisse befriedigen kann, die er sich zugelegt hatte.“
Durkheims Arbeiten werden von René König als eigentlicher Beginn des modernen kriminalsoziologischen Denkens betrachtet. Für Durkheim ist Kriminalität normal und für den Bestand sozialer Ordnung notwendig. Die Geltung sozialer Normen erschließe sich aus der gesellschaftlichen Sanktionierung von Abweichungen. Demnach sei Kriminalität integrierender Bestandteil einer jeden gesunden Gesellschaft. Diese These leitete Durkheim aus der Beobachtung ab, dass Kriminalität zu jeder Zeit und in jeder beobachteten Gesellschaft vorgekommen sei. Allerdings sei ein – wie auch immer bemessenes – erhöhtes Kriminalitätsaufkommen pathologisch.
Darüber hinaus analysierte Durkheim in seiner Studie „Über soziale Arbeitsteilung“ (1893) den Zusammenhang von sozialem Wandel und Kriminalität. Im Prozess der Industrialisierung erkannte er einen Verlust traditioneller Werte, der sich zu einem Zustand der Norm- und Regellosigkeit (Anomie) steigern kann. In einem solchen gesellschaftlichen Zustand fehlen kollektive moralische Prinzipien, an denen sich Menschen in ihrem Verhalten orientieren können. Dies hat zur Folge, dass sich das Kriminalitätsaufkommen über das als „normal“ angesehene erhöht. In seinem Buch über den Selbstmord (1897) modifizierte er den Begriff der Anomie. Menschliche Bedürfnisse seien prinzipiell unbegrenzt, sofern sie nicht mäßigenden Einflüssen von außen unterlägen. Fehlten solche Einflüsse, komme es auf individueller Ebene zu vielfältigen sozialen Fehlanpassungen.

## Ätiologische Kriminalsoziologie
Der Begriff Ätiologie stammt aus dem Griechischen (αἰτία) und bedeutet unter anderem Ursache. Ätiologische Kriminalitätstheorien sind somit Theorien über die Ursache des Verbrechens. Die ätiologische Kriminalsoziologie forscht nach den gesellschaftlichen Ursachen delinquenten Verhaltens. Für die ätiologische Kriminalsoziologie sind auch am ehesten Vorläufer aus dem deutschsprachigen Raum auszumachen, wie Forschungsarbeiten z. B. für den deutsch-österreichischen Kriminologen Franz Exner in Teilbereichen zeigen konnten.

### Sozialökologischer Ansatz (Chicago School)

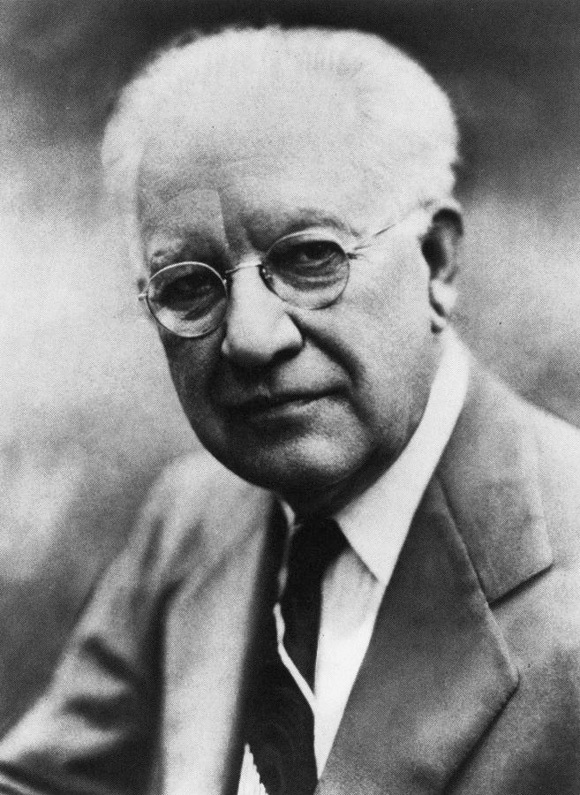
Robert Ezra Park, Begründer der Chicagoer Schule

Die Chicago School der Soziologie entstand in den frühen 1920er Jahren an der University of Chicago. Ihre Vertreter (besonders Robert E. Park und Ernest W. Burgess) fragten sich vor dem Hintergrund des raschen sozialen Wandels und der rasanten Verstädterung, wie urbane Umgebungen kriminelle Handlungen hervorbringen. Sie identifizierten delinquency areas, in denen das Kriminalitätsaufkommen besonders hoch war.
Solche delinquency area seien die das Geschäftszentrum der Städte umgebenden Quartiere (transition zones), in denen eine heterogene Bevölkerung mit durchweg niedrigem sozialökonomischen Status lebe. Die Familienverhältnisse seien häufig instabil, die Wohnungen von schlechter Qualität. Die ethnische Zugehörigkeit der Bewohner spiele dabei keine besondere Rolle. In weiter vom Zentrum entfernten Wohngebieten sinke das Kriminalitätsaufkommen wieder deutlich.
Die Chicagoer Soziologen erklärten das Phänomen der transition zones damit, dass die Bewohner der Problemgebiete ausgehend von den Wandlungsprozessen in den nahe liegenden Geschäftszentren sozial desintegriert seien. Traditionelle Institutionen (Familie, Nachbarschaft, Schule) spielten in den transition zones keine tragende Rolle.
Elemente dieses sozialökologischen Ansatzes kehrten 1982 mit der Broken-Windows-Theorie in die kriminologische Debatte zurück.

### Anomietheorie (Robert K. Merton)

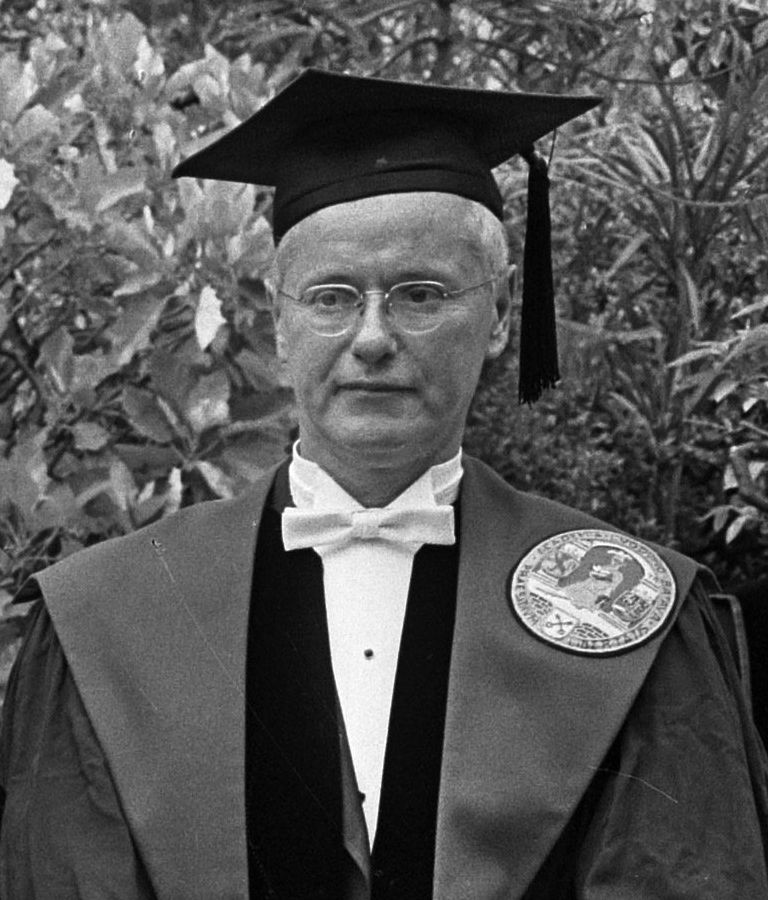
Robert K. Merton (1965)

Robert K. Merton baute seit 1938 Durkheims Ansatz zu einer speziellen Kriminalitätstheorie aus und entwickelte eine gesonderte Anomie-Theorie. Bei ihm drückt sich Anomie als eine Kluft zwischen verbreiteten gesellschaftlichen Zielen und der Verteilung von Mitteln zur Erreichung dieser Ziele aus. Dieser Widerspruch könne (unter anderen Möglichkeiten wie Rückzug oder Ritualismus) zu Straftaten führen.
Andere Kriminalsoziologen bereicherten den merton'schen Ansatz um weitere Elemente. So betonten Richard A. Cloward und Lloyd E. Ohlin, dass die Wahrscheinlichkeit krimineller Handlungen stark von der Verfügbarkeit illegitimer Mittel abhänge. Dieser Ansatz schließt an die Subkulturtheorien an.
Zeitgenössische Weiterentwicklungen der Anomietheorie sind die General Strain Theory von Robert Agnew und die Institutionelle Anomietheorie von Steven F. Messner und Richard Rosenfeld.

### Theorien der Subkultur und des Kulturkonflikts
1938 legte Thorsten Sellin eine kriminalsoziologische Kulturkonflikttheorie vor, die sich anfangs hauptsächlich auf amerikanische Einwanderer-Kriminalität aus der Zwischenkriegszeit bezog und an die Forschungsergebnisse der Chicago School anknüpft. Heute wird dieser Ansatz unter anderen auf die kriminalsoziologische Analyse der dschihad-salafistischen Subkultur in Deutschland verwendet.
Albert K. Cohen erarbeitete in den 1950er Jahren eine Subkulturtheorie, nach der abweichende Gruppen eigene Normen entwickeln, die sich bewusst von denen der weißen Mittelklasse absetzen: „Das Kennzeichen der verwahrlosten Gruppenkultur – oder der Kultur der Bande – (…) ist die ausdrückliche und vollständige Ablehnung der Maßstäbe der Mittelklasse und die Bejahung ihres genauen Gegenteils.“

### Soziale Lerntheorie
Lerntheoretische Überlegungen wurden dann erstmals 1939 von Edwin H. Sutherland in die Kriminalsoziologie eingebracht. Mit seiner Theorie der differentiellen Assoziation (oder: Theorie der differentiellen Kontakte) legte er dar, dass kriminelles Verhalten wie jedes andere Verhalten erlernt sei.
Auch die Theorie der Neutralisierung wird den sozialen Lerntheorien zugeordnet. Gresham M. Sykes und David Matza wandten sich damit gegen die Annahme der Subkulturtheorie, nach der jugendliche Delinquente abweichenden Gruppen-Normen folgen.
Mit ihrer Theorie der Differentiellen Verstärkung fügten Ronald L. Akers und Robert L. Burgess dem sutherland'schen Ansatz eine weitere Sichtweise hinzu. Danach ist die positive oder negative Verstärkung situationsabhängig. So muss eine Haftstrafe nicht stigmatisierend sein, sie kann auch zu einer Statusverbesserung in einer subkulturellen Gruppe führen.

### Kontrolltheorien
Kontrolltheorien (auch Bindungs- oder Halttheorien) erklären, weshalb Menschen sich konform und nicht abweichend bzw. delinquent verhalten. Sie wurden von drei Kriminalsoziologen (Albert J. Reiss 1951, Walter C. Reckless 1961, Travis Hirschi 1969) nacheinander entwickelt und ausgebaut. Reiss hob auf den inneren Halt ab, Reckless auf den äußeren Halt. Travis Hirschi schließlich entwarf eine Theorie der vier Bindungen, wonach die Angepasstheit vom Grad der Einbindung des Individuums in die Gesellschaft abhängig ist.
Zusammen mit Michael R. Gottfredson erarbeitete Hirschi 1990 in dem gleichnamigen Buch eine weitere, deutlich umstrittenere Theorie namens A General Theory of Crime. Diese beruht auf der Vorstellung einer geringen Selbstkontrolle (low self-control). Sie ist die bekannteste der allgemeinen Kriminalitätstheorien.

## Die interaktionistische Wende (Etikettierungsansatz)

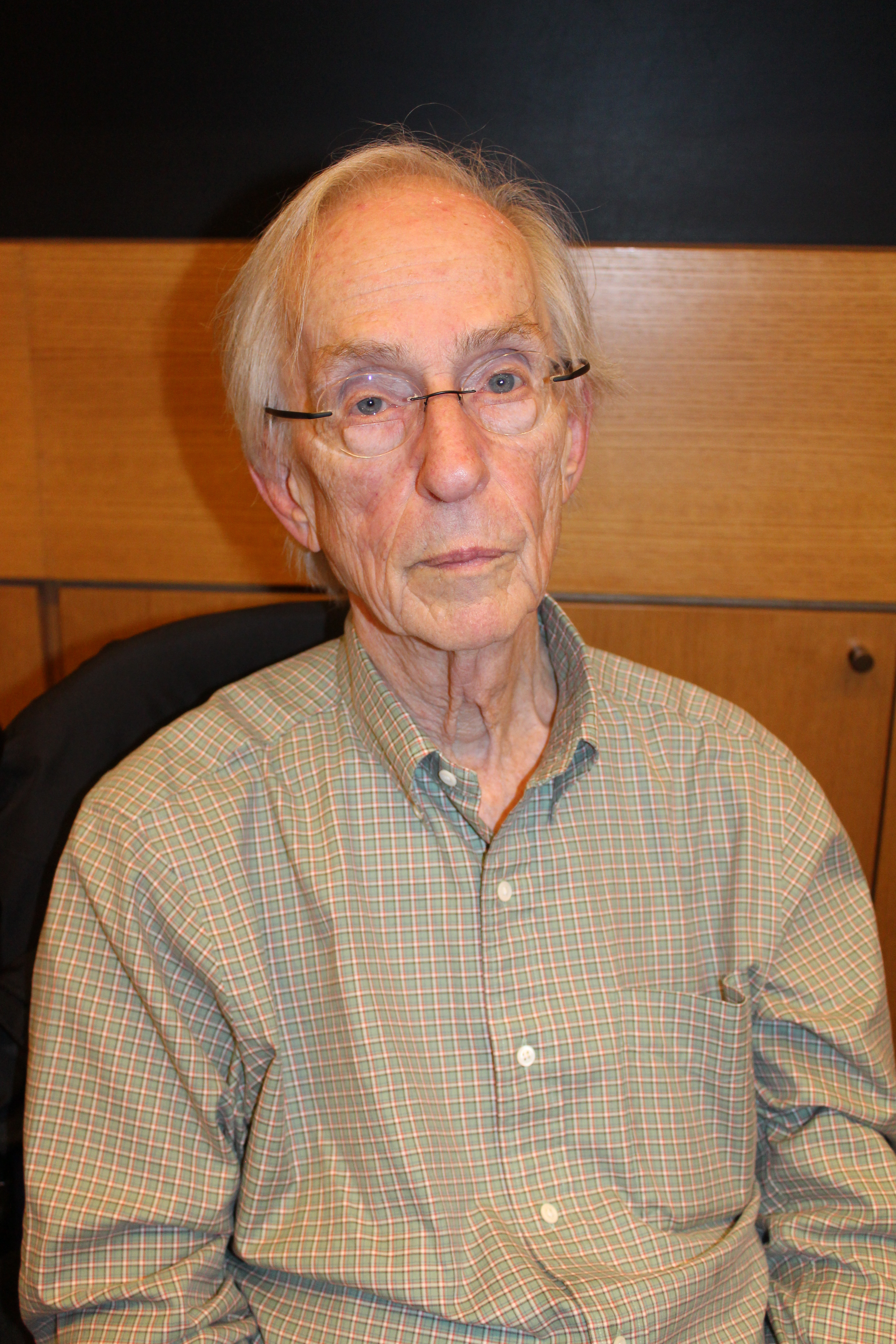
Howard S. Becker (2012).

Mit dem Labeling Approach (Etikettierungsansatz) wandten sich Kriminalsoziologen von ätiologischen Erklärungen abweichenden Verhaltens ab und konzentrierten sich auf die gesellschaftliche Konstruktion von Kriminalität. Daraus folgte eine Konzentration auf Instanzenforschung zu Lasten der Untersuchung von Tat und Tätern. Ganz neu war diese Verlagerung des Untersuchungsgegenstandes der Kriminalsoziologie bzw. der Kriminologie nicht mehr, denn bereits seit Edwin H. Sutherlands klassischer Definition (erstmals 1934) wurde die Kriminologie zu einer Wissenschaft, die sich nicht nur mit den Gesetzesbrüchen und den Gesetzesbrechern, sondern auch mit der Entstehung von Gesetzen und den Reaktionen auf Gesetzesbrüche beschäftigen müsse ("a study of lawmaking, lawbreaking and reacting to lawbreaking").
Der Etikettierungsansatz wurde auf wissenschaftstheoretischer Basis des symbolischen Interaktionismus formuliert. Als Haupttheoretiker des Etikettierungsansatzes gelten Edwin M. Lemert und Howard S. Becker, von dem die viel zitierte Definition stammt: Abweichendes Verhalten ist das Verhalten, das Menschen so bezeichnen. Zuerst war der Ansatz aber von Frank Tannenbaum im Jahre 1938 eingeführt worden („The criminal becomes bad because he is defined as bad“).
Diejenigen, die Regeln setzen oder Regeln durchsetzen, nennt Becker „moral entrepreneur“
(„Moralische Unternehmer“), in der deutschen Kriminologie häufig als Moralunternehmer übersetzt.
In der deutschen Kriminalsoziologie wurde der Labeling-Ansatz in erster Linie und besonders von Fritz Sack im Rahmen der kritischen Kriminologie rezipiert und zugespitzt. Fritz Sack selbst nannte dies „eine Position ohne ätiologischen und ‚Warum-Rest‘“. Dies wurde oft so verstanden, dass Devianz allein das Resultat von Zuschreibungen sei, was die so Etikettierten zu „Opfern“ machte. Dies war in der ursprünglich symbolisch-interaktionistischen Version jedoch so nicht der Fall. Darum wurde die radikalisierte Auslegung des Ansatzes vom Soziologen und Kriminologen Michael Bock als Fehlrezeption bezeichnet: „Die amerikanischen Labeling-Theoretiker konnten gelassen und konstruktiv den bisherigen kriminalsoziologischen Wissensbestand integrieren. In der Variante von Sack jedoch erhielten die Etikettierungsansätze eine giftige Unduldsamkeit nicht nur gegenüber den anderen soziologischen Ansätzen, sondern gegenüber allem 'ätiologischen' Denken.“ Allerdings trat auch Fritz Sack selbst der Auffassung seines Etikettierungsansatzes als „determinierende Einbahnstraße“ entgegen: „Vergegenwärtigt man sich der grundlegenden Konzepte des interpretativen Paradigmas, dann sollten Missverständnisse vermeidbar sein – durch manche allzu flotten und pointierten Formulierungen von Anhängern der Labeling-Theorie selbst mitgenährt –, die darauf hinauslaufen, der Labeling-Theorie die Annahme eines Einweg-Determinismus zu unterstellen, in welcher der Adressat des Zuschreibungsvorgangs nicht die Möglichkeit hat, auf die verschiedenste Art und Weise – selbst wenn er im Zuchthaus und in der sozialen Isolierung landet – sich gegen die Zuschreibung zur Wehr zu setzen; denn für den sozialen Akteur nach dem Modell des interpretativen Paradigmas ist der Interaktionspartner nicht nur die andere Person, sondern auch die eigene Person.“. Als weiterer deutschsprachiger Vertreter des radikalen Etikettierungsansatzes ist der Jurist und Kriminologe Peter-Alexis Albrecht zu nennen. Albrecht zufolge sei es nämlich erst das Strafgesetz, das die kriminalisierten Tatbestände und somit auch die Kriminalität selbst schaffe.
Die radikal-kritische Version des Etikettierungsansatzes hatte wissenschaftliche und kriminalpolitische Konjunktur von etwa 1970 bis 1990. Inzwischen hat sie, auch durch die durch Frank Neubacher konstatierte Krise, in die die Kritische Kriminologie in den Neunziger Jahren geraten sei, einen Bedeutungsverlust erlitten, der jedenfalls bei Teilen der Kritischen Kriminologie mit einer Neubesinnung und einer teilweisen Integration auch ätiologischer Ansätze einhergegangen sei. Die moderate Variante, dass nämlich Abweichung nicht bereits in der Welt vorhanden ist, sondern aus sozialen Prozessen hervorgeht, ist derweil – in unterschiedlicher Gewichtung – zum kriminologischen Gemeingut geworden.

## Neuere Theorien der Kriminalsoziologie

### Rational-Choice-Ansatz
Die Theorie der rationalen Entscheidung (englisch rational choice theory) entstammt der Wirtschaftswissenschaft und setzt die Annahme eines Individuums voraus, aus jedem Handeln Nutzen zu ziehen. Zur Kriminalsoziologie trugen Vertreter des Rational-Choice-Ansatzes Abschreckungstheorien bei, die insbesondere in die Kriminalpolitik hinein wirken. Jack P. Gibbs geht davon aus, dass kriminelle Handlungen unwahrscheinlicher werden, wenn angedrohte Sanktionen der kriminellen Handlung mit Sicherheit folgen, wenn sie der Tat mit geringer zeitlicher Verzögerung folgen, wenn sie so schwer sind, dass ihre Nachteile den Nutzen aus der kriminellen Handlung deutlich überwiegen.

### Reintegrative Shaming (Braithwaite)
Der australische Kriminologe und Soziologe John Braithwaite legte 1989 mit seinem Konzept des reintegrative shaming eine allgemeine Theorie der Kriminalität vor, in der er traditionelle soziologische Erklärungsansätze (wie Subkulturtheorie, Lerntheorie, Halttheorie und Anomietheorie) miteinander und mit dem Etikettierungsansatz verknüpft und dies zudem in ein Verhältnis zu den empirischen Ergebnissen der Entwicklungskriminologie bringt.
Der zentrale Begriff in seiner Theorie ist das shaming (Beschämung). Dadurch wird im Individuum eine interne Kontrolle erzeugt, die ihm die Richtung für sozial akzeptiertes Verhalten vorgibt. Kommt es dennoch zur Delinquenz, sind zwei Shaming-Versionen durch die soziale Umwelt möglich: Das stigmatisierende Beschämen (Exklusion) und das reintegrierende Beschämen (Inklusion). Nur das reintegrative shaming garantiert eine geringe Rückfalldelinquenz. Dieses Verfahren setzt jedoch Gemeinschaften voraus, die inklusionsbereit und -fähig sind.

### Soziologie der Kontrollgesellschaft (Foucault und Garland)
Auf Basis der foucault'schen Gouvernementalität wird (zum Beispiel von Susanne Krasmann) aufgezeigt, dass soziale Probleme in der Postmoderne tendenziell weniger aus den persönlichen Fehlanpassungen individueller Täter abgeleitet werden als aus dem Stand und den Möglichkeiten der technischen Überwachung.
Ähnlich argumentiert der US-amerikanische Kriminologe und Soziologe David W. Garland. Hohe Kriminalitätsraten und damit eine höhere Kriminalitätsgefährdung würden hingenommen, man stelle sich durch weitgehende Sicherheitsmaßnahmen darauf ein. Diesen spätmodernen Umgang mit der Kriminalität nennt Garland Kriminologie des Alltags.

### Allgemeine Werke zur Kriminalsoziologie
- Fritz Sack, René König (Hrsg.): Kriminalsoziologie. Akademische Verlagsgesellschaft, Frankfurt am Main 1968.
- Fritz Sack: Probleme der Kriminalsoziologie. In: René König (Hrsg.): Handbuch der empirischen Sozialforschung. 2. Auflage. Enke, Stuttgart 1969, S. 192–492.
- Dietmar K. Pfeiffer, Sebastian Scheerer: Kriminalsoziologie. Eine Einführung in Theorien und Themen. Kohlhammer, Stuttgart 1979, ISBN 3-17-004892-9.
- Christian Lüdemann, Thomas Ohlemacher: Soziologie der Kriminalität. Theoretische und empirische Perspektiven. Juventa-Verlag, München 2002, ISBN 3-7799-1475-1.
- Stefanie Eifler: Kriminalsoziologie. Transcript-Verlag, Bielefeld 2002, ISBN 3-933127-62-9.
- Dietrich Oberwittler, Susanne Karstedt (Hrsg.): Soziologie der Kriminalität. VS Verlag für Sozialwissenschaften, Wiesbaden 2004, ISBN 3-531-14059-0.
- Siegfried Lamnek: Theorien abweichenden Verhaltens. Teil 1: „Klassische“ Ansätze. 9. Auflage. Fink, Paderborn 2013, ISBN 978-3-8252-3935-0.
- Siegfried Lamnek: Theorien abweichenden Verhaltens. Teil 2: „Moderne“ Ansätze. 3. Auflage. Fink, Paderborn 2008, ISBN 978-3-8252-1774-7.
- Helge Peters: Devianz und soziale Kontrolle. Eine Einführung in die Soziologie abweichenden Verhaltens. 3., vollst. überarb. Auflage. Juventa-Verlag, Weinheim / München 2009, ISBN 978-3-7799-1486-0.
- Dieter Hermann, Andreas Pöge (Hrsg.): Kriminalsoziologie. Handbuch für Wissenschaft und Praxis. Nomos, Baden-Baden 2018, ISBN 978-3-8487-2806-0.

### Werke zu einzelnen kriminalsoziologischen Themen
- Émile Durkheim: Die Regeln der soziologischen Methode. 1984. (Original 1895).
- Émile Durkheim: Der Selbstmord. 1983. (Original 1897).
- Robert E. Park, Ernest W. Burgess, Roderick D. McKenzie: The City. 1928.
- Franz Exner, Krieg und Kriminalität in Österreich. Wien 1927.
- Robert K. Merton: Social Structure and Anomie. In: American Sociological Review. Band 3, 1938, S. 672–682 (deutsch: Sozialstruktur und Anomie. In: F. Sack, R. König (Hrsg.): Kriminalsoziologie. Frankfurt am Main 1968, S. 283–313).
- Richard Cloward, Loyd Ohlin: Delinquency and opportunity. A theory of delinquent gangs. Free Press, Glencoe, Illinois 1960.
- Robert Agnew: Foundation for a General Strain Theory of Crime an Delinquency. In: Criminology. Band 30, 1992, S. 47–88.
- Thorsten Sellin: Culture Conflict and Crime. New York 1938.
- Albert K. Cohen: Delinquent Boys. 1955. (deutsch: Kriminelle Jugend. Zur Soziologie jugendlichen Bandenwesens. Reinbek 1961).
- Edwin H. Sutherland: Principles of Criminology. 1939.
- Gresham M. Sykes, David Matza: Techniken der Neutralisierung. Eine Theorie der Delinquenz. In: Fritz Sack, René König: Kriminalsoziologie. Frankfurt am Main 1968.
- Travis Hirschi: Causes of Delinquency. 1969.
- Travis Hirschi, Michael Gottfredson: A General Theory of Crime. 1990.
- Albert J. Reiss: Delinquency as the failure of personal and social controls. 1951.
- Walter C. Reckless: The crime problem. 1961.
- Edwin M. Lemert: Der Begriff der sekundären Devianz. In: Klaus Lüderssen, Fritz Sack (Hrsg.): Seminar: Abweichendes Verhalten I. Die selektiven Normen der Gesellschaft. Frankfurt am Main 1974.
- Howard S. Becker: Outsiders. 1963. (deutsch: Außenseiter. Zur Soziologie abweichenden Verhaltens. 1973).
- Stephan Quensel: Sozialpsychologische Aspekte der Kriminologie: Handlung, Situation u. Persönlichkeit. Enke, Stuttgart 1964.
- Jack P. Gibbs: Crime, Punishment an Deterrence. Elsevier, New York 1975.
- John Braitwaite: Crime, Shame and Reintegration. Cambridge University Press 1989.
- Susanne Krasmann: Die Kriminalität der Gesellschaft. Zur Gouvernementalität der Gegenwart. 2003.
- David W. Garland: Kultur der Kontrolle: Verbrechensbekämpfung und soziale Ordnung in der Gegenwart. 2008.